# Août 1790

## Événements
- France : 
  - L'Assemblée débat en août de la réunion d'Avignon mais ne se prononce pas.
  - Bonnes récoltes. Après une soudure particulièrement difficile, le prix des céréales reprend un cours normal.

- 2 août : le premier recensement tient place. Le recensement estime la population des États-Unis à 3 929 326 habitants dont  697 681 esclaves. New York compte 33 131 habitants[1]. Moins d’un million vivent dans des villes. 5,1 % des Américains vivent dans des villes de 2 500 habitants ou plus.
- 4 août, États-Unis : une nouvelle loi sur les droits de douane impose la création du Revenue Cutter Service. Jusqu’à la création de la Marine des États-Unis, près de 10 ans plus tard, le Cutter Service fut la seule force navale de la toute nouvelle république. Outre la perception des droits de douane, le Cutter Service assurait la défense côtière. Le Revenue Cutter Service fusionna en 1915 avec le Life-Saving Service pour former l'US Coast Guard.
- 7 août : traité de New York[2]. Pendant l'été 1790, vingt-six chefs creeks, conduits par Alexander McGillivray, se rendent à New York et signent un traité, au nom des Creeks des villes hautes, centrales et basses, ainsi que des Séminoles composant la Nation Creek. Par ce traité, les Creeks cèdent aux États-Unis une part importante de leurs territoires de chasse et acceptent de remettre aux autorités américaines les esclaves en fuite. De leur côté, les États-Unis reconnaissent aux Creeks le droit de punir ceux qui violeraient les frontières de leur territoire. Dans une close secrète de l'accord, McGillivray obtient une commission de brigadier-général de l'US Army et se voit accorder le droit d'importer des marchandises via le port espagnol de Pensacola sans s'acquitter des droits de douane américains[3].
- 14 août : paix blanche de Värälä entre la Suède et la Russie[4]. Fin de la guerre russo-suédoise de 1788-1790.
- 15 août, France : Claude-Pierre de Delay d'Agier, député de la noblesse de la province du Dauphiné, fait prendre un décret pour l'accélération de la vente des biens nationaux.
- Loi des 16 et 24 août 1790 : instauration des justices de paix en France.
- 26 août, France : l'Assemblée dénonce le Pacte de famille.
- 31 août : massacre de Nancy.

## Naissances
- Nicolas Sébastien Frosté, peintre français